# Historisches Museum der Stadt Luxemburg
Das Lëtzebuerg City Museum (vor Mai 2017: Historische Museum der Stadt Luxemburg (französisch Musée d’Histoire de la Ville de Luxembourg; luxemburgisch: Geschichtsmusée vun der Stad Lëtzebuerg)) ist ein 1996 eröffnetes Museum in Luxemburg mit einer Dauerausstellung und regelmäßigen Wechselausstellungen.
Das Museumsgebäude, das von der luxemburgischen Architektin Conny Lentz geplant wurde, besteht aus bis zu acht Stockwerken und umfasst sowohl moderne Gebäudeteile, als auch vier Bürger- und Patrizierhäuser aus dem 17. bis 19. Jahrhundert. Während die Dauerausstellung im Erdgeschoss und den ersten beiden Obergeschossen exponiert ist, werden in der dritten bis fünften Etage die Wechselausstellungen präsentiert.